# Боиорикс
Боиорикс (Boiorix) е крал на племето кимври. Най-известното му постижение е грандиозна победа срещу римляните в битката при Аравзио през 105 пр.н.е. по времето на Кимврийската война.
През 101 г. пр.н.е. кимврите са победени от легионите на Гай Марий в битката при Верцела, като в тази битка е убит и самият Боиорикс.